# Presidente de honra
Presidente de honra é um título honorífico dado a membros destacados e antigos de determinadas pessoas jurídicas, que lutaram por sua existência ou de alguma forma marcaram sua trajetória, mas que não ocupam mais cargos na diretoria executiva e não possuem autoridade oficial.
Um exemplo de presidente de honra é Pablo Marçal que é presidente de honra do PRTB, outro que também é Lula, que ocupou o cargo no Partido dos Trabalhadores até 2003, e voltou a sê-lo em 2011, após deixar a presidência do Brasil.. Fernando Henrique Cardoso também passou a ser presidente de honra do Partido da Social Democracia Brasileira, eleito antes de deixar a presidência do Brasil. Di Stéfano, ocupa a presidência de honra do Real Madrid e Carlos Duarte Pontual de Lemos é presidente de honra do Batalhão de Polícia do Exército de Brasília.
Baluartes das escolas de samba costumam receber esse título, como por exemplo, Nelson Sargento, na Mangueira. Por vezes, a honraria é oferecida até mesmo após a morte, como exemplo, na Portela, a Natal da Portela.
O título é confundido com o de patrono, em alguns casos. Por exemplo, em 2012, a CBF concedeu o título de presidente de honra e patrono a Ricardo Teixeira, seu ex-presidente. Já o político Mário Couto acumula os títulos de presidente de honra e patrono da Associação Atlética Santa Cruz. No meio do Carnaval, há um consenso, nem sempre seguido, de que o presidente de honra seria um sambista antigo da escola, e o patrono, alguém que a tivesse financiado financeiramente, ou proporcionasse algum tipo de apoio. Nem sempre, essa lógica é seguida, no entanto. Na Unidos de Bangu, desde 2012, em seu retorno, após anos inativa, dois políticos ocupam os cargos de presidente de honra e patrono, respectivamente, Thiago Pampolha e Renato Moura.
O título de presidente de honra difere do título de presidente eterno, geralmente utilizado por regimes autoritários.[carece de fontes?]